# Пайнгерст (округ Орандж, Техас)
Пайнгерст (англ. Pinehurst) — місто (англ. city) в США, в окрузі Орандж штату Техас. Населення — 2232 особи (2020).

## Географія
Пайнгерст розташований за координатами 30°6′27″ пн. ш. 93°46′20″ зх. д. / 30.10750° пн. ш. 93.77222° зх. д. (30.107448, -93.772253).  За даними Бюро перепису населення США в 2010 році місто мало площу 4,45 км², з яких 4,42 км² — суходіл та 0,02 км² — водойми.

## Демографія
Згідно з переписом 2010 року, у місті мешкало 2097 осіб у 897 домогосподарствах у складі 551 родини. Густота населення становила 472 особи/км².  Було 1023 помешкання (230/км²).
Расовий склад населення:
| - 79,9 % — білих - 14,8 % — чорних або афроамериканців - 1,0 % — корінних американців - 0,8 % — азіатів - 0,2 % — вихідців з тихоокеанських островів - 1,7 % — осіб інших рас |

До двох чи більше рас належало 1,6 %. Частка іспаномовних становила 6,1 % від усіх жителів.
За віковим діапазоном населення розподілялося таким чином: 18,5 % — особи молодші 18 років, 58,9 % — особи у віці 18—64 років, 22,6 % — особи у віці 65 років та старші. Медіана віку мешканця становила 44,7 року. На 100 осіб жіночої статі у місті припадало 92,6 чоловіків;  на 100 жінок у віці від 18 років та старших — 85,0 чоловіків також старших 18 років.
Середній дохід на одне домашнє господарство  становив 49 344 долари США (медіана — 39 313), а середній дохід на одну сім'ю — 60 060 доларів (медіана — 53 831). Медіана доходів становила 46 172 долари для чоловіків та 28 281 долар для жінок. За межею бідності перебувало 18,3 % осіб, у тому числі 18,6 % дітей у віці до 18 років та 11,1 % осіб у віці 65 років та старших.
Цивільне працевлаштоване населення становило 750 осіб. Основні галузі зайнятості: мистецтво, розваги та відпочинок — 17,9 %, освіта, охорона здоров'я та соціальна допомога — 16,8 %, виробництво — 15,9 %.